# Riley Parsons
Riley Parsons (* 5. Mai 2000) ist ein englischer Snookerspieler aus Cannock in Staffordshire. Ab 2019 spielte er zwei Jahre auf der Profitour.

## Karriere
Als Jugendspieler feierte Riley Parsons einige lokale Erfolge, stand mehrfach in Juniorenfinals und wurde zweimal in englischen Auswahlmannschaften eingesetzt. 2016 und 2017 vertrat er England bei der U18-Weltmeisterschaft, scheiterte aber beide Male in der Hauptrunde am Waliser Tyler Rees. Bereits mit 14 Jahren nahm er erstmals an der englischen Amateurmeisterschaft teil, und 2018 kam er bei dem Turnier immerhin ins Viertelfinale der Südgruppe. Bei der englischen U18-Meisterschaft wurde er im selben Jahr Zweiter.
2019 nahm er erstmals an der Q School teil, um sich für den Profizirkus zu qualifizieren. Beim zweiten Turnier gelang ihm ein Auftaktsieg mit 4:3 gegen den Ex-Profi Alexander Ursenbacher. Danach kämpfte er sich bis in sein Gruppenfinale, wo ihm ein weiterer 4:3-Sieg gegen den langjährigen Profi Peter Lines gelang. Damit holte er sich mit 19 Jahren den Profistatus und die Startberechtigung für die Spielzeiten 2019/20 und 2020/21 auf der Main Tour. In seinem ersten Jahr zeigte er sich allerdings überfordert und er gewann kein einziges Match und meist waren es klare Niederlagen. Immerhin waren auch drei 3:4-Ergebnisse dabei. Das zweite Jahr weckte dann zu Beginn etwas Hoffnung. In der Championship League besiegte er den Top-32-Spieler Anthony McGill und belegte Platz 2 in einer Vierergruppe. Beim European Masters gewann er anschließend mit 5:4 gegen Soheil Vahedi. Doch das war sein einziger Sieg bei einem regulären Turnier und in einem längeren Match. Weitere Siege gelangen ihm nur noch bei der WST Pro Series, wo er in Best-of-3-Gruppenspielen Fergal O’Brien, Igor Figueiredo und Noppon Saengkham besiegte, und in Runde 1 des Shoot-Out in einem 1-Frame-Match mit Zeitlimit. Ein halbes Dutzend Siege bei kleinen Turnieren brachte ihn nach zwei Jahren gerade einmal auf Platz 121 unter 128 Profis, womit er die Tour wieder verlassen musste. Auch die anschließende Q School verlief mit nur zwei Siegen in drei Turnieren enttäuschend und besiegelte den Verlust seines Profistatus.

## Erfolge
Qualifikationsturnier:
- Q School: direkte Main-Tour-Qualifikation (2019 Turnier 2)